# Muzeum Carris

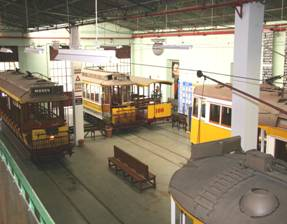
Tramwaje w muzeum

Muzeum Carris (port: Museu da Carris) – muzeum i centrum kulturalne prezentujące przeszłość, teraźniejszość i przyszłość komunikacji miejskiej w Lizbonie. Oprócz stałych wystaw, jest miejscem organizowana różnych imprez kulturalnych.
Znajduje się w pobliżu nabrzeża w Alcântara, w ważnym obszarze kulturalnym Lizbony, skupiającym takie instytucje jak Muzeum Orientu, Pałac Ajuda, Muzeum Narodowe Powozów, Klasztor Hieronimitów i Centro Cultural de Belém.
Muzeum zlokalizowane jest w zajezdni Santo Amaro, która wciąż mieści wszystkie tramwaje Lizbony. 
Otwarte w dniu 12 stycznia 1999 roku i jest częścią Portugalskiej Sieci Muzeów od 2010 roku. Muzeum jest integralną częścią dziedzictwa firmy Carris.